# 1917年法俄密約
1917年法俄協定為法蘭西第三共和國與俄羅斯帝國於1917年擬定之秘密協定，該條約規劃了第一次世界大戰後法俄兩國希望得到的領土。法國將支持俄羅斯佔領完整的波蘭地區，而俄羅斯將支持法國收復阿爾薩斯-洛林及佔領其他德國領土。同年3月10日，雙方交換正式同意信函。然而幾天後沙俄政府就因二月革命垮台，法國白里安政府也在幾天後下台，雙方政府的繼承者都未認真看待此密約，協定無疾而終。

## 背景

一幅繪於1887年的畫作描繪法國學生學習有關阿爾薩斯-洛林的知識

法國在1870年至1871年的普法戰爭後被迫割讓阿爾薩斯-洛林，其國內掀起盼望收復此地的復仇主義，於1890年與俄罗斯帝国結盟，聯合對抗德意志帝國、奧匈帝國與義大利王國組成的三國同盟。俄羅斯帝國不在乎是法德哪一方控制著阿爾薩斯-洛林，只希望法國能夠支持他對東歐與巴爾幹半島擴張，而此時俄羅斯的東歐領地因18世紀至19世紀多次聯合德意志、奧地利瓜分波蘭已經頗具規模。1914年8月第一次世界大戰爆發，俄軍對東普魯士發動攻勢，但被經驗豐富的德軍擊退，反而逐漸丟失俄屬波蘭。1916年，俄軍發動布鲁西洛夫攻势，收復部分領土但其部隊也到了強弩之末。另一方面，戰爭初期西線法軍曾嘗試收復阿爾薩斯-洛林，但被德軍阻擊後被迫撤退，德軍後來雖反擊深入法國領土，但在1914年9月的馬恩河戰役後戰線就逐漸陷入停滯，雙方陷入漫長的塹壕戰。1917年，協約國各方決定從各個戰線發動一次聯合戰略作戰。

## 協定談判

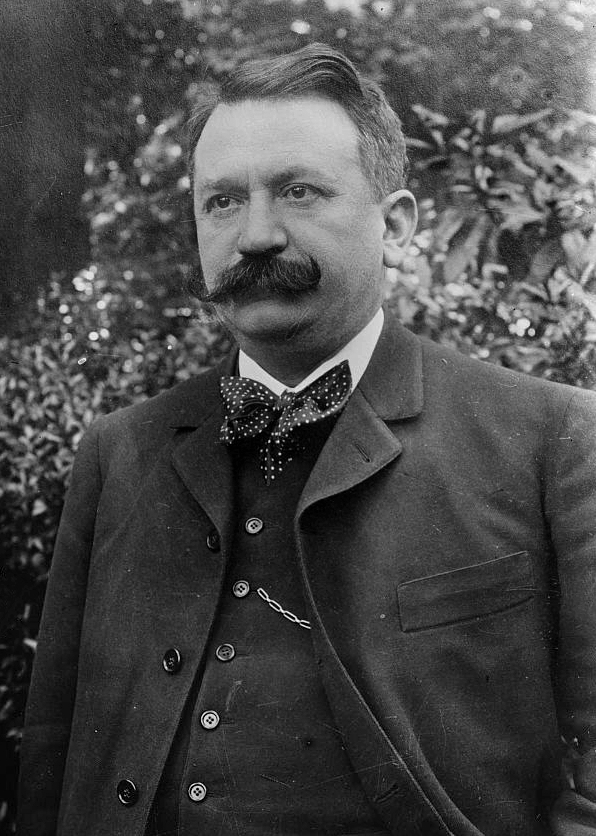
加斯東·杜梅格

法國與俄羅斯早在1915年就開始討論戰後歐洲的領土邊界劃分。1916年3月9日，俄羅斯外交部長谢尔盖·萨佐诺夫在協約國會議前寫信向俄駐巴黎大使亚历山大·伊兹沃尔斯基說明，俄羅斯政府已經同意如果英法兩國同意俄羅斯帝國在戰後自由劃分其與德意志帝國及奧匈帝國的邊境，他們也將同意英法兩國自由劃分兩者與德意志帝國的西部邊境。
1917年2月3日，法國殖民部長加斯东·杜梅格會見俄羅斯沙皇尼古拉二世。尼古拉二世在會議中向杜梅格說明他擔心美國總統伍德罗·威尔逊會在戰後歐洲領土劃分時成為攪局者，以他「虛假的人道主義」干涉俄法雙方的行動，因此尼古拉二世認為法國政府需要採取一些措施以確保它在邊境爭議時能得到異國政府的支持。杜梅格向上級匯報會面情形，於是法國外交官菲利普·貝特洛起草了一份雙邊協定，涉及兩國的軍事、工業與經濟合作，但不包含領土。2月12日，俄羅斯外交部長尼古拉·波克罗夫斯基向俄駐巴黎大使亚历山大·伊兹沃尔斯基與俄駐倫敦大使薩佐諾夫告知會面細節，他提到杜梅格實際上有請求尼古拉二世支持法國收復阿爾薩斯-洛林、控制薩爾蘭、將萊茵河西岸脫離德國並中立化。波克罗夫斯基表示尼古拉二世原則上同意，認為此舉會讓法國支持俄羅斯對東歐領土的控制，以及廢除《1856年巴黎條約》對俄軍在奧蘭的限制。
2月14日，波克罗夫斯基寫信告知法駐彼得格勒大使毛里斯·巴列奥洛格，他重申他支持法國在先前會議中的提議，並補充他也支持法國在戰後佔領萊茵河西岸。巴列奥洛格與杜梅格認為他們有權繼續談判，並起草一份概述法國邊境提案的條約。此舉震驚了法國政府，他們擔心如果此協議洩漏，其盟友英國會對此不滿。2月16日，伊兹沃尔斯基電聯法國外交部，試圖簽署一份雙邊協定以確保法國支持俄羅斯在東歐的擴張 。法國起初認為1915年的君士坦丁堡和海峽問題秘密協定就足以作為交換條件，但俄羅斯堅持要倚靠貝特洛所寫關於兩國合作的草案。法國最終同意並簽署了一項協議，規定俄羅斯將支持法國收復阿爾薩斯-洛林，而法國將支持俄羅斯控制所有波蘭地區。3月10日，雙方交換正式同意信函，伊兹沃尔斯基在隔日告知波克罗夫斯基斯基法國已經同意俄羅斯可以在未來自由地控制東歐土地。

## 後續

第一次世界大戰後的領土變更

此協定是沙俄尼古拉二世政府最後做出的法律行為之一，因為該政府在幾天後的俄國二月革命（1917年3月8日至16日）就被推翻，該協定也遂被撕毀。同年3月29日，俄國臨時政府宣布支持在波蘭人佔多數的地區建立一個獨立的波蘭國家。另一方面，法國白里安政府也在3月20日倒台。此條約的細節也因此被忽視，直到幾個月後才重新被放在檯面上討論。此時俄羅斯臨時政府外交部長帕维尔·米留科夫將此協定形容為一個錯誤，並得到法國總理亞歷山大·里博的認同。1917年6月，法國的戰後企圖收縮至僅收復阿爾薩斯-洛林及得到同盟國陣營的戰爭賠款。
隨著美國於1917年4月加入戰爭及俄羅斯帝國的崩潰，協約國決定在戰後建立一個獨立的波蘭國家以牽制德國。4月26日，英國財政大臣博納·勞宣布政府支持建立波蘭國家。6月，法國政府正式地將波蘭志願軍團藍軍視為波蘭國家軍隊。至於對戰後德國的處置，英國認為不應建立一個中立的萊茵蘭國家，此舉僅會導致西歐政局不穩，他們決定倚靠美國的力量對抗德國潛在的軍國主義。1917年12月19日，英國外交大臣阿瑟·貝爾福宣布英國從未支持法國的「建立一個獨立萊茵蘭國家」的主張。
1918年11月3日，隨著協約國即將取得戰爭勝利，波蘭第二共和國建立。隔年簽署的《凡尔赛条约》規定了該國與德國之間的西部邊境線，而國際聯盟建議該國與蘇俄之間的東部邊境線應沿寇松線繪製。之後，波蘭與蘇俄爆發了波蘇戰爭，雙方簽署《里加和約》劃分東歐領土。另一方面，協約國在戰後佔領了萊茵蘭直到1930年，然後在1936年重新被德國軍隊控制。此外，薩爾蘭也被劃分為薩爾盆地地區，成為國際聯盟託管地，從20年代開始被協約國部隊駐軍，直到1935年作為占领鲁尔的補償送還予德國 。